# Anno Wilms
Anno Wilms (* 21. Juli 1935 in Berlin; † 22. Mai 2016 in Berlin) war eine deutsche Fotografin.

## Leben
Nach einer Ausbildung an der Fotoschule in Hamburg mit staatlichem Abschluss an der Lette-Schule Berlin hat sich Anno Wilms als freie Bildjournalistin seit Beginn der 1960er Jahre auf zahllosen Reisen vor allem mit gesellschaftlichen Randgruppen und darstellenden Künsten befasst. Auf der Suche nach einem umfassenden Identitätsverständnis im Spannungsfeld von Realität und Vision galt ihr Hauptinteresse dabei dem Menschen in seiner individuellen selbst-, aber auch fremdbestimmten Lebenswirklichkeit.
Anno Wilms lebte und arbeitete in Berlin. Der künstlerische Nachlass der Fotografin, der etwa 40 000 Abzüge und mehr als 6000 Negativfilme umfasst, wurde noch zu Lebzeiten in eine Stiftung überführt, die es sich zum Auftrag gemacht hat, das umfangreiche fotografische Werk zu erhalten und der Öffentlichkeit zugänglich zu machen.

## Werk

### Berlin
Ihre Heimatstadt Berlin war für Anno Wilms über 30 Jahre ein Hauptmotiv ihres fotografischen Schaffens. Dies umfasst zum einen die umfassenden Dokumentation des Berliner Kunst- und Kulturlebens, wie sie in der Werkgruppe „Bühne“ separat beschrieben wird. Zum anderen aber hat die Fotografin über Jahrzehnte ein Zeugnis des Berliner Stadtbildes abgelegt. In Momentaufnahmen und Milieustudien werden die Menschen auf den Straßen, in Cafés, Kneipen, Geschäften, Jahrmärkten und Parks eingefangen. Einsetzend in den 1960er Jahren galt das Interesse dabei nicht nur den urbanen Kernbezirken, sondern auch den Rändern der Stadt. Zu den Straßenszenen auf dem belebten Ku’damm gesellen sich damit auch Bilder aus den Altstädten von Reinickendorf, Spandau und Tegel oder Ausflugs- und Landschaftsmotive an den Ufern der Havel.
Ein ganz eigenes Feld bilden die umfangreichen Architekturaufnahmen. Kirchen, Denkmäler, Sehenswürdigkeiten, Museumsbauten und Gründerzeitfassaden werden ebenso festgehalten wie Brücken, Laternen und Fassadenschmuck aus Gusseisen sowie Skulpturen im Öffentlichen Raum. Auch die großen Kulturbauprojekte der 1960er und 1970er Jahre, Neue Nationalgalerie, Philharmonie, Staatsbibliothek und das ICC sind hier zu nennen. Parallel dazu verfolgt und dokumentiert die Fotografien die infrastrukturelle Stadtentwicklung im Berliner Wohnungsbau. Vor allem die großen Vor- und Nachkriegs Siedlungen, Borsig- und Hufeisensiedlung in Reinickendorf und Neukölln, Berlin-Gropiusstadt, das Märkisches Viertel und die Rudolf-Wissel-Siedlung in Spandau wurden in Architekturstudien und Aufnahmen belebter Einkaufszonen und Spielplätze dokumentiert.
Zwischen 1970 und 1977 hat die Fotografin drei Bildbände zum Thema „Berlin“ veröffentlicht.

### Reisen
Das fotografische Frühwerk von Anno Wilms setzt zu Beginn der 1960er Jahre mit Reiseaufnahmen aus ganz Europa ein. Im Zentrum ihres Interesses stand dabei von Beginn an der Mensch in seinem spezifischen urbanen oder ländlichen Umfeld. Straßen- und Cafészenen in den Großstädten London und Paris, aber auch dörfliche Genremotive und die Lebensbedingungen der Landbevölkerung in Italien, Spanien, Griechenland, Jugoslawien und Ungarn nehmen dabei den größten Raum ein. Hinzu kommen Landschaftsbilder und Stadtveduten, Modeaufnahmen und Straßenstillleben sowie immer wieder Architekturaufnahmen, die, entweder als Close-up mit unkonventioneller Perspektive erfasst oder unter besonderen Lichtverhältnissen freigestellt als Bauskulptur im Kontext aufgenommen, die spezifischen Eigenheiten der Gebäude einzufangen suchen.
Zu Beginn der 1970er Jahre wird der geographische Radius bereits deutlich ausgedehnt. 1972/73 folgen erste Reisen in den Nahen Osten, nach Israel und Libanon, aber auch nach Nordafrika, Ägypten und Marokko. Bis 1983 sollte Anno Wilms diese Regionen immer wieder besuchen. Während die Motivgruppen im Allgemeinen die gleichen bleiben, sucht die Fotografin jenseits ihres eigenen Kulturkreises verstärkt die Gegenüberstellung traditioneller Lebensformen, religiöser Riten oder Trachten und zivilisatorischer Moderne. 1981/82 erscheinen die großformatigen Reisebildbände „Traumziel Israel“ und „Traumziel Ägypten“, welche mit Einleitungen der Nahost Korrespondenten Moshe Meisels und Carl E. Buchalls bis in die 1990er Jahre in verschiedenen Ausgaben mehrfach neu aufgelegt wurden.
Ende der 1970er Jahre folgen schließlich auch Reisen in die USA, vor allem nach New York und New Orleans, wobei hier ähnlich wie in ihrer Heimatstadt Berlin neben Architektur und Stadtbild vor allem die Kunst- und Kulturszene, Bühnenprogramme und Festivals dokumentiert wurden. Zwischen 1989 und 1992 wird der globale Ansatz schließlich durch Reisen in die Karibik, nach Haiti, Guadeloupe, Puerto Rico und St. Maarten abgerundet.

### Randgruppen
Das Themenfeld gesellschaftlicher Randgruppen nimmt im fotografischen Werk von Anno Wilms eine zentrale Stellung ein. Bereits zu Beginn der 1960er Jahre kommt es in Frankreich zu ersten Kontakten mit der Lebenswelt der Roma, denen sie in den folgenden Jahren durch ganz Europa folgt. Der bereits 1972 entstandene Bildband „Zigeuner“ vereint Fotografien aus Deutschland, der Schweiz, Frankreich, Italien, Ungarn und Istanbul. Die regionalspezifischen Lebensumstände der Roma, Alltag, Broterwerb und Familienleben werden dabei ebenso dokumentiert wie Musik, Tanz, Wallfahrt und religiöse Feste.
Zehn Jahre später erscheint ein Bildband über das Leben der Rastafari, mit denen die Fotografin über Wochen in Jamaica zusammen lebte. Lebensbedingungen und spirituelle Praxis, Musik, Kunst und Haartracht im karibischen Kernland stehen Bildern von Rastas in den Straßen von London gegenüber, in denen die Selbstbehauptung, obgleich lässig vorgetragen, ungleich schwieriger scheint.
In den 1970er Jahren setzen zudem erste Reisen nach Nordafrika und in den Nahen Osten, vor allem nach Ägypten und Israel ein, in deren Folge 1985 zwei Fotobände entstanden, die zum einen das Leben der Beduinen im Spannungsfeld zwischen Tradition und Moderne und zum anderen den Alltag der Zabalin, der Müllsucher von Mokattam in Kairo, veranschaulichen.

### Bühne
Seit Mitte der 1960er Jahre verfolgte Anno Wilms kontinuierlich das Programm der Berliner Bühnen. Theater, Jazz und zunehmend auch Tanz bilden ein thematisches Kerngebiet ihres Schaffens. Die Berliner Jazztage hat sie von 1964 bis 1995 regelmäßig dokumentiert und dabei stimmungsvolle Aufnahmen der bedeutendsten internationalen Jazzgrößen der Zeit, Miles Davis, Charles Mingus, Gil Evans, Don Cherry oder Carla Bley hinterlassen. Auch das Bühnenprogramm der wichtigsten Berliner Theater- und Opernhäuser wurde mit Inszenierungen von Peter Stein, George Tabori, Peter Zadek, Götz Friedrich, Maurice Béjart und Johann Kresnik umfassend festgehalten.
Mitte der 1970er Jahre gewinnen zwei weitere Themenfelder zunehmend an Bedeutung: Neben den klassischen Berliner Bühnen widmet sich die Fotografin nun der Welt der Travestie und ganz allgemein dem Thema geschlechtlicher Identitäten. 1978 erscheint der großformatige Bildband „Transvestiten“, welcher vor allem Fotografien aus den berühmten West-Berliner Cabaret- und Travestie-Theatern Chez Nous, Chez Romy Haag und Lützower Lampe enthält. Darstellungen des schillernden Bühnenprogramms stehen hier intimen Fotos aus der Garderobe gegenüber.
Mit der Lindsay Kemp Company fällt der Blick zudem auf eine Theatergruppe, die jenseits klassischer Theaterkonzepte eine neue, exaltierte Ausdruckswelt entwirft. Die Fotos, die zwischen 1981 und 1983 entstanden, wurden 1987 in dem Bildband „Lindsay Kemp & Company“ publiziert.
Das wichtigste Themenfeld der 1980er und 1990er Jahre ist damit eingeleitet. Bewegung und vor allem Tanz als sprachunabhängige Selbstdarstellung und lebendiger Ausdruck von Emotionen gewinnt zunehmend an Bedeutung. Der brasilianische Tänzer und Choreograph Ismael Ivo, dem Anno Wilms 1990 mit „Ismael Ivo. Körper und Tanz“ einen eigenen Bildband widmet, ist neben zahlreichen Freunden und Bekannten sicher das wichtigste Motiv dieser Werkgruppe.

### Porträt
Da das Hauptinteresse von Anno Wilms immer dem Menschen galt, finden sich in ihrem Werk zahlreiche ausdrucksstarke Porträts. Anonyme Aufnahmen von alten Menschen, Frauen und Kindern, denen sie in den Straßen von Berlin oder Paris ebenso begegnete wie in den Gassen eines sardischen Dorfes oder vor den Beduinenzelten in der Wüste Negev, machen das Gros dieser Werkgruppe aus.
Eine zweite Werkgruppe innerhalb dieses Themenfeldes bilden Porträts bekannter Persönlichkeiten, die sie im Rahmen ihrer Arbeit in der internationalen Kulturszene kennenlernte. Choreographen, Literaten, Musiker und Regisseure wie Merce Cunningham, Wolfdietrich Schnurre, Dave Brubeck oder Heiner Müller sind hier zu nennen. Dem Maler Markus Lüpertz widmete sie 1970 eine ganze Porträtserie, die den Künstler bei der Arbeit im Atelier, bei seinen Auftritten im Rahmen von Ausstellungseröffnungen, aber auch in inszeniertem Spiel auf dem Dach seines Berliner Ateliers in der Akazienstraße zeigen.

### Experimente
Parallel zu den dokumentarischen Aufnahmen entstehen bereits in den 1970er Jahren erste experimentelle Fotografien. Den Anfang machen dabei Mehrfach- und Überbelichtungen sowie motivische Verunklärungen durch Spiegelungen in Glasfassaden und Schaufenstern, die die visuelle Sehgewohnheit durch ungewöhnliche Perspektiven zusätzlich herausfordern.
In den 1980er Jahren werden die künstlerischen Ausdrucksmittel um Rasterungen, Solarisationen und malerische Verfremdungen im Labor erweitert. Auch Überblendung und Fotocollage bzw. -montage gewinnen zunehmend an Bedeutung. Als materielle Grundlage dienen die Negative, die in dokumentarischem Zusammenhang entstanden sind, wobei auffällt, dass im Bereich von Collage und Überblendung vor allem Aufnahmen aus den Themenfeldern Tanz und Transvestiten Verwendung finden.
Die künstlerischen Ursprünge dieser Werkgruppe liegen in den 1920er und 1930er Jahren. Während die Fotografin sich bei der Wahl der Perspektiven, vor allem bei Architekturaufnahmen, sicher auf die Fotografien des „Neuen Sehens“ bezieht, basieren Überblendungen und Collagen eindeutig auf surrealistischen Motiven. Im Hinblick auf ihre labortechnischen Experimente lassen sich darüber hinaus Anklänge an das fotografische Werk Sigmar Polkes erkennen. Einen Ausschnitt aus diesem künstlerischen Experimentierfeld zeigte 1989 die Ausstellung „Spannungsfelder“ in der Fotogalerie Bordenau, deren Katalog von einem Text der langjährigen Direktorin der Berlinischen Galerie, Ursula Prinz, eingeleitet wird.
Aus biographischer Sicht stehen die experimentellen Arbeiten am Ende des fotografischen Schaffens von Anno Wilms, das gegen Mitte der 1990er Jahre abbricht. In den folgenden Jahren entstehen Gemälde, Collagen und Papierarbeiten, vorwiegend Schwarz/Weiss und zunehmend abstrakt, die auf literarischen Quellen wie Dantes „Göttlicher Komödie“ oder Bizets „Carmen“ und den Werken Jean Genets und Pier Paolo Pasolinis basieren.

## Ausstellungen (Auswahl)
- 1971–73 -Freie Berliner Kunstausstellung, Ausstellungshallen am Funkturm, Berlin
- 1980 - Women from Berlin – Mujeres de Berlin – Frauen aus Berlin. La creación femenina, Instituto Goethe, Foro de Arte Contemporanea, México, DF / The exchange Show, A.R.E. Gallery, San Francisco
- 1982 - Typisch Mann, Kunstgewerbemuseum Zürich, Haus am Lützowplatz Berlin, Kunstverein München, Pavillon Tip Hamburg
- 1986 - Androgyn: Sehnsucht nach Vollkommenheit. Kuratiert von Ursula Prinz. Akademie der Künste Berlin, Kunstverein Hannover
- 1989 - Anno Wilms, Spannungsfelder, Fotogalerie Bordenau, Bordenau
- 1994 - Anno Wilms & Susanne Kirchner, Raum – Körper – Zeit, Performance I-IV, Galerie am Pariser Platz, Akademie der Künste, Berlin
- 2008 - Anno Wilms – Dante Fragmente, Galerie Signum, Heidelberg
- 2011 - Genet. Hommage zum 100. Geburtstag, Schwules Museum, Berlin
- 2014 - 5 Fotografen – 5 Jahrzehnte. Ausstellung zum 50. Jubiläum des Jazzfest Berlin. Ludwig Binder, Patrick Hinely, Anno Wilms, Detlev Schilke, Barbara Eismann, Foyer, Berliner Festspiele, Berlin
- 2020 - Identität und Kontrast - Collection Regard, Berlin

## Publikationen
- Anno Wilms: Berlin - Impressionen einer Stadt. Stapp Verlag, Berlin 1970, ISBN 3-7991-5958-4.
- Anno Wilms: Zigeuner. Mit Texten von Mirella Karpati und Sergius Golowin. Atlantis Verlag, Zürich 1972, ISBN 3-7611-0370-0.
- Anno Wilms, Robert Flor: Bummel durch Berlin. Süddeutscher Verlag, München 1974, ISBN 3-7991-5734-4.
- Hans Scholz und Anno Wilms: Berlin. Deutsche Buchgemeinschaft, Berlin 1977, ISBN 3-7991-5958-4.
- Anno Wilms (Fotos) und Werner Düggelin (Text): Transvestiten. Bucher Verlag, Luzern und Frankfurt/Main 1978, ISBN 3-7658-0282-4.
- Anno Wilms: Traumziel Israel. Einleitung von Mosche Meisels. Text-Anthologie und Bildlegenden von Hans Dollinger. Mit 98 Farbbildern nach Fotos von Anno Wilms. Süddeutscher Verlag, München 1981, ISBN 3-7991-6066-3.
- Anno Wilms: Traumziel Ägypten. Einleitung von Carl E. Buchalla. Text-Anthologie und Bildlegenden von Hans Dollinger. Süddeutscher Verlag, München 1982, ISBN 3-7991-6146-5.
- Lutz Kliche: Rastafari. Fotografiert von Anno Wilms. Jugenddienstverlag, Wuppertal 1982, ISBN 3-7795-7350-4.
- Anno Wilms: Beduinen. List Verlag, München 1985, ISBN 3-471-79137-X.
- Hans-Joachim Hoffmann: Kleidersprache. Eine Psychologie der Illusionen in Kleidung, Mode und Maskerade. Mit Fotos von Anno Wilms. Ullstein Verlag, Berlin 1985, ISBN 3-550-07617-7.
- Anno Wilms, Christine Bücking: Zabalin: die Müllmenschen von Mokattam, Cairo. Edition CON, Bremen 1985, ISBN 3-88526-046-8.
- Anno Wilms: Lindsay Kemp & Company. Photographs by Anno Wilms. Preface by Derek Jarman. Introduced by David Haughton. GMP Publishers, London 1987, ISBN 3-923854-31-5.
- Anno Wilms: Spannungsfelder, Fotocollagen. Ausstellung Fotogalerie Bordenau Okt/Nov. 1989. Mit einem Text von Ursula Prinz. Fotogalerie Bordenau, Neustadt 1989
- Anno Wilms, Ismael Ivo: Körper und Tanz. Edition diá, St. Gallen / Berlin / Sao Paulo 1990, ISBN 3-905482-51-7.
- Norbert Servos (Text), Anno Wilms (Bilder): Herzeisen. Neue Gedichte und Bilder. Kallmeyersche Verlagsbuchhandlung, Seelze-Velber 1994, ISBN 3-88097-005-X.